# Esporulació
A partir d'una cèl·lula d'un organisme, s'originen diverses cèl·lules anomenades espores, de les quals cadascuna és capaç de formar un nou ésser viu. Aquest tipus de reproducció és característica de protozous i llevats. És una reproducció asexual.
El nucli de la cèl·lula mare es divideix successives vegades. Cada nucli s'envolta de citoplasma i s'originen diferents cèl·lules filles, anomenades espores. Aquestes s'alliberen quan es trenca la membrana de la cèl·lula mare. Es produeix en fongs, algues, molses i falgueres.